# ヒア・カム・ザ・ウォーム・ジェッツ
『ヒア・カム・ザ・ウォーム・ジェッツ』（Here Come the Warm Jets）は、ブライアン・イーノが1974年1月に発表した、ソロ名義では初のスタジオ・アルバム。

## 解説
イーノは1973年6月末にロキシー・ミュージックを脱退し、8月にロバート・フリップ（キング・クリムゾン）と共作「スワスティカ・ガール」を録音。そして9月にロンドンのマジェスティック・スタジオで、本作を録音した。
録音にはフリップ、キング・クリムゾンのジョン・ウェットン、ロキシー・ミュージックのフィル・マンザネラ、アンディ・マッケイ、ポール・トンプソンらが参加した。ミキシングはAIRスタジオとオリンピック・スタジオで、イーノとクリス・トーマスによって行われた。

## 反響
全英アルバムチャートでは最高26位、アメリカでは1974年9月14日付のBillboard 200で最高151位を記録した。
本作以後、イーノはしばらく母国での商業的成功に恵まれず、『ミュージック・フォー・フィルムズ』（1978年）が全英55位を記録するまでは全英チャートから遠ざかった。

## 評価
ゴードン・フレッチャーは1974年10月24日付の『ローリング・ストーン』誌に批判的なレビューを寄稿し「彼の曲の奇異さに関しては『不可解』より『馬鹿げている』と言った方がいい」「彼のレコードは、特に何があるわけでもないことにイライラさせられる。楽曲に関しては、個々に見ても全体的に見ても、聴き流す以上の価値があるほど強力ではない。演奏面でも、"Baby's on Fire"におけるロバート・フリップの扇動的なギター・ワークを除けば、全く活気がない。実際、アルバム全体に関しても活気がなく、リスナーは戯言に5ドル払ったことを悔やむに違いない」と評した。
スティーヴ・ヒューイはオールミュージックにおいて満点の5点を付け「アヴァンギャルドでありながら極めて親しみやすい『ヒア・カム・ザ・ウォーム・ジェッツ』は、今の耳で聴いてもエキサイティングで、先進的で、すべての演奏において複雑さが表出した、濃密で細かい作品」と評している。
ジョン・デヴィッドソンは2004年、PopMattersにおいて「このレコードにおける最大の奇跡は、素人の指揮者／作曲家が、実に多彩な雰囲気を持つキャッチーなポップ曲を多数作り上げてみせたことである」と評している。
『ローリング・ストーン』誌が2003年に選出した「オールタイム・グレイテスト・アルバム500」では436位にランク・インし、後の2020年版改訂では308位となった。また、ピッチフォーク・メディアのスタッフが2004年に選出した「1970年代のベスト・アルバム100」では24位、『NME』誌が2013年に選出した「オールタイム・グレイテスト・アルバム500」では427位となった。

## 収録曲
特記なき楽曲はブライアン・イーノ作。
1. ニードルズ・イン・ザ・キャメルズ・アイ - "Needles in the Camel's Eye" (Brian Eno, Phil Manzanera) - 3:10
2. ザ・ポー・ポー・ニグロ・ブロウトーチ - "The Paw Paw Negro Blowtorch" - 3:05
3. ベイビーズ・オン・ファイアー - "Baby's on Fire" - 5:19
4. シンディ・テルズ・ミー - "Cindy Tells Me" (B. Eno, P. Manzanera) - 3:25
5. ドライヴィング・ミー・バックワーズ - "Driving Me Backwards" - 5:12
6. オン・サム・ファーラウェイ・ビーチ - "On Some Faraway Beach" - 4:36
7. ブランク・フランク - "Blank Frank" (B. Eno, Robert Fripp) - 3:37
8. デッド・フィンクス・ドント・トーク - "Dead Finks Don't Talk" - 4:19
9. サム・オブ・ゼム・アー・オールド - "Some of Them Are Old" - 5:11
10. ヒア・カム・ザ・ウォーム・ジェッツ - "Here Come the Warm Jets" - 4:04

## 参加ミュージシャン
- ブライアン・イーノ - ボーカル、シンプリスティック・キーボード、スネイク・ギター、エレクトリック・ラリンクス、シンセサイザー、トリートメント
- フィル・マンザネラ - ギター(on #1, #2, #4)
- クリス・スペディング - ギター(on #1, #2)
- ロバート・フリップ - ギター(on #3, #5, #7)
- ポール・ルドルフ - ギター(on #3, #10)、ベース(on #3, #5, #10)
- ロイド・ワトソン - スライドギター(on #9)
- ニック・ジャッド - キーボード(on #4, #8)
- アンディ・マッケイ - キーボード(on #6, #9)、サクソフォーン(on #9)
- ビル・マコーミック - ベース(on #1, #7)
- バスタ・チェリー・ジョーンズ - ベース(on #2, #4, #6, #8)
- ジョン・ウェットン - ベース(on #3, #5)
- クリス・トーマス - エクストラ・ベース(on #2)、ミキシング
- サイモン・キング - パーカッション(on #1, #3, #5, #6, #7, #10)
- マーティ・サイモン - パーカッション(on #2, #3, #4)
- ポール・トンプソン - パーカッション(on #8)
- スウィートフィード - バッキング・ボーカル(on #6, #7)